# シェルビー・ヤング
シェルビー・ヤング（Shelby Young, 1992年4月8日 - ）は、アメリカ合衆国の女優である。

## 人物
フロリダ州で生まれる。一時期はニューヨークに住んでいたが、現在はロサンゼルスで暮らしている。5歳の時から演技を始めている。
2000年代半ばより『アポカリプト』、『俺たちフィギュアスケーター』など、映画のアテレコの仕事をこなしてキャリアを積んできた。2009年から2010年にかけては『デイズ・オブ・アワ・ライブス』に18話出演した。2014年にウェブ番組What's Next for Sarah?にてグロリアナ役を演じた。

## フィルモグラフィ

### 映画
- The Naked Brothers Band: The Movie （2005年）
- Waltzing Anna （2006年）
- ウォルト・ディズニーのサンタクローズ3/クリスマス大決戦! The Santa Clause 3: The Escape Clause （2006年） アテレコ
- アポカリプト Apocalypto （2006年） アテレコ
- マリア The Nativity Story （2006年） 声の出演
- 俺たちフィギュアスケーター Blades of Glory （2007年） アテレコ
- テラビシアにかける橋 Bridge to Terabitha （2007年） 声の出演（クレジット無し）
- Zip （2007年） テレビ映画
- 鉄ワン・アンダードッグ Underdog （2007年） アテレコ
- ワイルド・ガール Wild Child （2008年）
- ジョナス・ブラザーズ ザ・コンサート 3D Jonas Brothers: The 3D Concert Experience （2009年） アテレコ
- My Soul to Take （2010年） アテレコ
- ソーシャル・ネットワーク The Social Network （2010年）
- The Midnight Game （2013年）

### テレビシリーズ
- Going to California （2001年） ゲスト出演
- ゴースト 〜天国からのささやき Ghost Whisperer （2006年） ゲスト出演
- Everybody Hates Chris （2005年 - 2008年） 4話出演
- Freddie （2006年） ゲスト出演
- デイズ・オブ・アワ・ライブス Days of Our Lives （2009年 - 2010年） 18話出演
- Awkward 不器用ジェナのはみだし青春日記 Awkward （2011年）ゲスト出演
- アメリカン・ホラー・ストーリー: 呪いの館 American Horror Story: Murder House （2011年）
- クリミナル・マインド FBI行動分析課 Criminal Minds （2012年）
- What's Next for Sarah? （2014年）ウェブ番組